# Rhabdosciadium straussii
Rhabdosciadium straussii är en flockblommig växtart som beskrevs av Heinrich Carl Haussknecht och Joseph Friedrich Nicolaus Bornmüller. Rhabdosciadium straussii ingår i släktet Rhabdosciadium och familjen flockblommiga växter. Inga underarter finns listade i Catalogue of Life.